# Yusuf Acer
Yusuf Acer (* 28. Januar 1997 in Izmir) ist ein türkischer Fußballspieler.

## Karriere

### Verein
Acer kam in Buca, einem Stadtteil der westtürkischen Millionenmetropole Izmir auf die Welt. Hier begann mit dem Vereinsfußball in der Jugend von Izmir Özenspor. Anschließend spielte er für die Nachwuchsabteilungen von Buca Gençlerbirliği und Bucaspor, ehe er im Frühjahr 2013 in die Jugend von Altınordu Izmir wechselte.
Zur Saison 2015/16 wurde er erst am Training der Profimannschaft beteiligt und gab schließlich am 12. September 2015 in der Ligabegegnung gegen Gaziantep Büyükşehir Belediyespor sein Profidebüt. Im Februar 2015 hatte er von seinem Klub auch einen Profivertrag erhalten.

### Nationalmannschaft
Acer startete seine Nationalmannschaftskarriere im September 2015 mit einem Einsatz für die türkischen U-19-Nationalmannschaft.